# نادي العروبة اليمني موسم 2010-11
يمثل موسم 2010-2011 مشاركة نادي العروبة(اليمن) في منافسات كرة القدم خلال الفترة (2010م-2011م).

## الدوري اليمني

### المباريات
يفوز

  يرسم

  خسارة

  مؤجل

### نتائج
مواعيد انطلاق المباريات بتوقيت جرينتش.
| {{{round}}} | 28 أكتوبر 2010  | العروبة | 1 - 1 | الأهلي صنعاء | {{{stadium}}} |
| {{{round}}} | TBC ت ع م+08:45 |         |       |              |               |